# 三芝庄

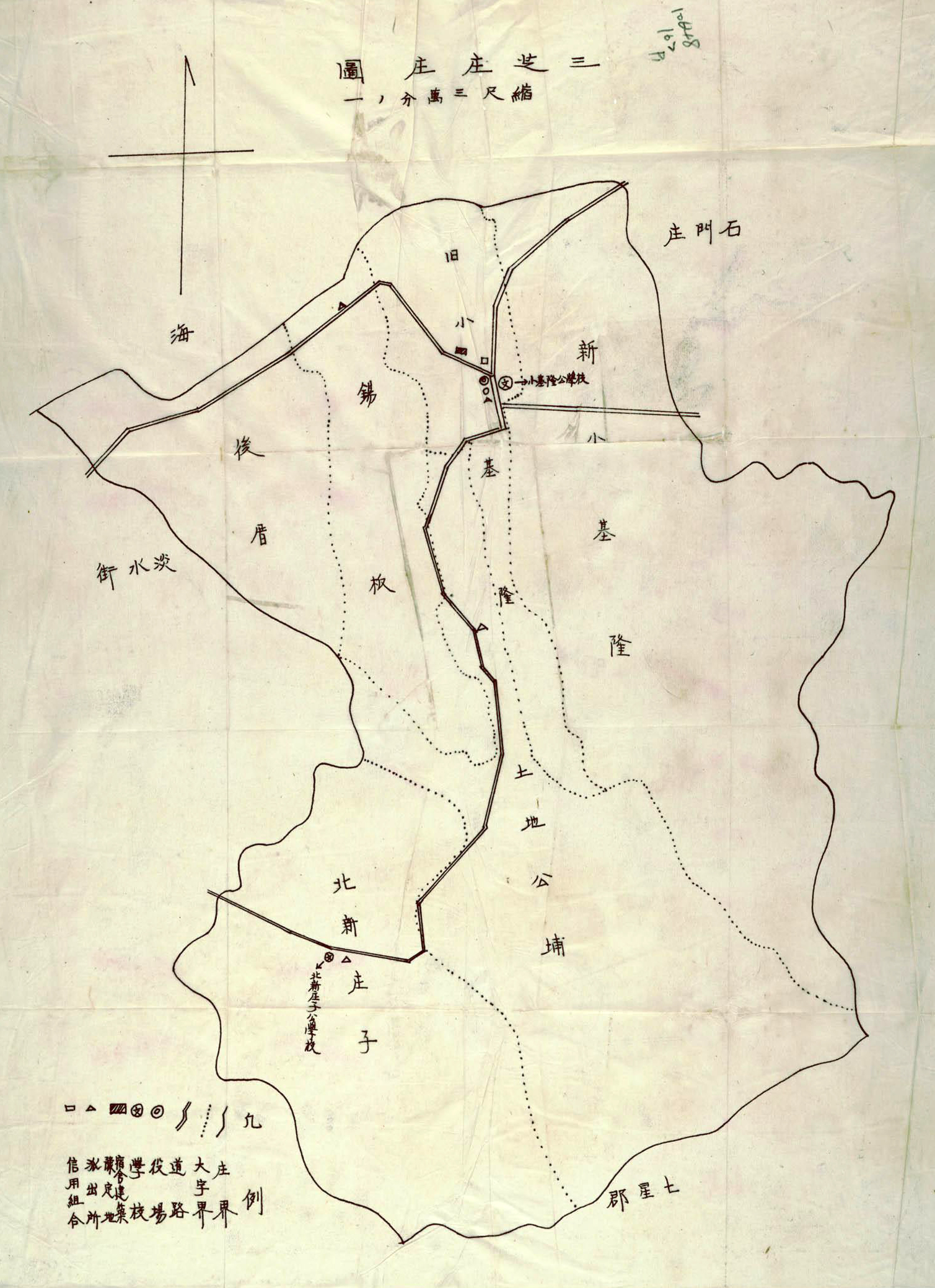
三芝庄庄圖

三芝庄為臺灣日治時期1920年至1945年間存在之行政區，轄屬台北州淡水郡。今新北市三芝區。

## 行政區劃
三芝地區在清治時期及日治時期初期屬芝蘭三堡的庄，在1895年6月隸屬「臺北縣淡水支廳」，在1897年7月1日隸屬「滬尾辨務署」，小雞籠舊庄、小雞籠新庄、錫板庄、後厝庄為滬尾辨務署第六區，土地公埔庄、新庄仔庄為滬尾辨務署第七區。1901年11月11日，臺灣的行政區劃改為二十廳，三芝地區隸屬「臺北廳小基隆支廳」。1901年12月17日，臺北廳劃分為39個區，三芝地區被劃分為第29、30區。1904年4月1日，臺北廳芝蘭三堡實施街庄整併。1905年4月19日，滬尾支廳的新庄仔庄改為「北新庄仔庄」，以與臺北廳直轄的西新庄仔庄、錫口支廳的東新庄仔庄區別。1906年1月1日，臺北廳改設置以地名稱呼的28個區，第29區改為「北新庄仔區」，第30區改為「小基隆區」。1915年2月27日，小基隆支廳被併入「淡水支廳」。此時的街庄如下：
- 芝蘭三堡：北新庄仔庄、土地公埔庄、後厝庄、錫板庄、小基隆舊庄、小基隆新庄[6]

1920年10月1日，原堡里之行政區廢除，街庄改為大字，小基隆舊改稱「舊小基隆」，小基隆新改稱「新小基隆」；前述6庄合併為臺北州淡水郡「三芝庄」，轄域內分為北新子、土地公埔、後厝、錫板、舊小基隆、新小基隆等6個大字。
- 北新子大字下有「田心子」、「楓子林」、「店子」、「龜子山」、「菜公坑」、「車埕」小字名
- 土地公埔大字下有「土地公埔」、「埔尾」、「大水窟」、「大湖」、「石曹子坑」、「員山子頂」、「三板橋」、「芋尾崙」、「五脚松」、「內柑宅」、「木屐寮」、「八連溪頭」小字名
- 後厝大字下有「北勢子」、「土地公坑」、「大片頭」、「陽住坑」、「番子崙」、「番社後」小字名
- 錫板大字下有「南勢岡」、「海尾」、「山猪堀」、「小坑子」、「梀板頭」、「番婆林」小字名
- 舊小基隆大字下有「埔頭」、「山猪堀」、「舊庄」、「四棧橋」、「茂興店」、「八連溪」等小字
- 新小基隆大字下有「新庄子」、「陳厝坑」、「橫山」、「埔頭坑」、「大坑」、「蕃社後」、「二坪頂」等小字名[6]

三芝庄的主要聚落位於舊小基隆的「埔頭」，在1932年計有559人130戶人口，為主要行政機關、學校、信用組合的所在。再來是北新庄子的「店子」，在當時計有150人23戶，其原為北新庄子區役場所在地，但受到淡水發展的影響，後來逐漸式微。
二戰後，三芝庄在1946年改為臺北縣三芝鄉，為目前的新北市三芝區。
| 1901年 | 1901年     | 1906年     | 1906年     | 1920年-1945年 | 1920年-1945年 | 1946年 |
| 區     | 街庄       | 區         | 街庄       | 街庄          | 大字          | 鄉鎮   |
| ------ | ---------- | ---------- | ---------- | ------------- | ------------- | ------ |
| 第29區 | 新庄仔庄   | 北新庄仔區 | 北新庄仔庄 | 三芝庄        | 北新庄子      | 三芝鄉 |
| 第29區 | 土地公埔庄 | 北新庄仔區 | 土地公埔庄 | 三芝庄        | 土地公埔      | 三芝鄉 |
| 第30區 | 後厝庄     | 小基隆區   | 後厝庄     | 三芝庄        | 後厝          | 三芝鄉 |
| 第30區 | 錫板庄     | 小基隆區   | 錫板庄     | 三芝庄        | 錫板          | 三芝鄉 |
| 第30區 | 小基隆舊庄 | 小基隆區   | 小基隆舊庄 | 三芝庄        | 舊小基隆      | 三芝鄉 |
| 第30區 | 小基隆新庄 | 小基隆區   | 小基隆新庄 | 三芝庄        | 新小基隆      | 三芝鄉 |

## 庄長
- 戴賢挺：1920年至1924年（同時為臺北州公醫）
- 曾石岳：1925年至1928年（曾任小基隆區長）
- 盧根德：1929年至1945年（曾任北新庄子公學校訓導）[8]

## 庄詩
三峰聳拔爐山靈，芝發鶯山遍處生。庄鎮觀音多默佑，圖型鍾秀毓群英。

## 產業
三芝庄大部分的人口從事農業生產，當時的農產以米、茶、地瓜為大宗，其他尚有蜜柑和芭樂。水產方面，主要以漁撈、石滬和小型船隻來捕魚，而其海藻產量則為淡水郡下第一。

## 交通
在海上交通方面，三芝庄的港灣不深，僅能停靠戎克船，在日治時期有錫板南勢岡溪出海口的「後厝港」和新庄子的「社寮港」，但由於泥沙淤積加上陸上交通的發展，港口逐漸式微。在陸上交通方面，舊小基隆跟淡水之間在1917年設有輕便鐵道，但在1927年便廢止，改為汽車通行道路。此外尚有橫山道路和北新庄子道路。

## 設施
- 小基隆公學校→三芝國民學校（今 三芝國小）
- 北新庄子公學校→三芝南國民學校（今 興華國小）
- 三芝圖書館（1929年6月設立）
- 小基隆信用購買利用組合（今三芝區農會）
- 小基隆派出所
- 後厝派出所
- 土地公埔派出所
- 北新庄子派出所

## 名所舊跡
- 北新庄子櫻花：為當地山中野生櫻花所移植[7]
- 後厝海岸
- 智成忠義宮
- 福慧宮
- 公王廟
- 烘爐山
- 三板橋